# Gianni Oliva
Gianni Oliva, all'anagrafe Giovanni Oliva (Torino, 26 ottobre 1952), è un saggista, dirigente pubblico e politico italiano.

## Biografia
Trascorsa la gioventù a Coazze in val Sangone, frequenta il Liceo Classico  Vincenzo Gioberti di Torino e si laurea in Lettere all'Università degli Studi di Torino nel 1975 con Alessandro Galante Garrone. È quindi insegnante nelle scuole paritarie e poi statali torinesi.

### Carriera da dirigente scolastico
Passato il concorso da preside nel 1991, dirige il liceo di Carmagnola fino al 2000 e quindi il liceo classico Vittorio Alfieri di Torino fino all'aspettativa per elezione politica nel 2005.
Rientrato nella scuola nel 2010, ha diretto i licei scientifici Volta e Segrè di Torino, quindi il liceo classico Cavour e, congiuntamente, il liceo classico Massimo d'Azeglio. Il 1º agosto 2014 è stato nominato preside effettivo dell'Istituto di Istruzione Superiore Ettore Majorana di Moncalieri. Il 1º febbraio 2016 torna al liceo Alfieri in qualità di preside reggente, subentrando a Riccardo Gallarà. Dal 2019 è in pensione.
Dal 26 settembre 2022 è Presidente del Conservatorio "Giuseppe Verdi" di Torino.

### Attività politica
Dal 1975 al 1980 è assessore presso il comune di Coazze e dal 1990 al 1995 capogruppo del Partito Comunista Italiano (divenuto poi PDS) al comune di Giaveno.
Dal 1999 è assessore all'istruzione della provincia di Torino e coordinatore nazionale degli assessori provinciali all'istruzione. Nel 2004 viene confermato assessore e nominato vicepresidente della provincia di Torino.
Partecipa alle elezioni regionali del 2005 nella circoscrizione di Torino e, con 8.470 voti di preferenza (quota proporzionale), entra per la prima volta nel consiglio regionale, da cui però si dimette perché nominato assessore alla cultura, patrimonio linguistico e minoranze linguistiche, politiche giovanili e Museo Regionale di Scienze Naturali della regione Piemonte, incarico che svolge dal 2005 al 2010 nella giunta Bresso. Nel marzo 2013 è rientrato in consiglio regionale come consigliere.

### Giornalismo e saggi
In campo giornalistico Oliva collaborato negli anni con la Gazzetta del popolo, La Stampa, Il Fatto quotidiano, Il Piccolo, e Panorama.
Alla fine degli anni settanta pubblica alcuni saggi in “Annales historiques de la Revolution francaise”, “Rivista Storica Italiana”, “Rivista di storia contemporanea”, “Belfagor”.
La sua produzione saggistica (una quarantina di titoli dagli anni '80, di taglio giornalistico-divulgativo su temi storici) è incentrata su quattro direttrici: storia del 1943-45, storia dell’esercito, storia dei Savoia, storia del Piemonte.
Opere
- Movimento dei soldati e antimilitarismo militante, Firenze, Olschki, 1982.
- Storia degli Alpini. Dal 1872 alla vigilia del 2000, Milano, Rizzoli, 1985, ISBN 88-17-53583-4. - Nuova ed., Storia degli Alpini. Dal 1872 a oggi, Milano, Mondadori, 2001. ISBN 88-04-48660-0.
- La Resistenza alle porte di Torino, prefazione di Guido Quazza, Milano, Franco Angeli, 1989.
- Un profilo di Sandro Pertini. Orbassano, 14 dicembre 1991, Orbassano, Comune, 1991.
- I vinti e i liberati. 8 settembre 1943 - 25 aprile 1945. Storia di due anni, Collezione Le Scie, Milano, Mondadori, 1994, ISBN 88-04-36897-7., Premio Nazionale Rhegium Julii per la Saggistica 1994[4]
- Cinquant'anni dopo, Pralormo, Centro studi pralormesi, 1995.
- I seicento giorni di Salò, Firenze, Giunti, 1996, ISBN 88-09-76214-2.
- La Repubblica di Salò, Firenze, Giunti, 1997, ISBN 88-09-21078-6.
- I Savoia. Novecento anni di una dinastia, Milano, Mondadori, 1998, ISBN 88-04-42513-X.
- La resa dei conti, aprile-maggio 1945: foibe, piazzale Loreto e giustizia partigiana, Collezione Le Scie, Milano, Mondadori, 1999, ISBN 88-04-45696-5.
- Umberto II. L'ultimo re, Milano, Mondadori, 2000, ISBN 88-04-47618-4.
- Foibe. Le stragi negate degli italiani della Venezia Giulia e dell'Istria, Milano, Mondadori, 2002, ISBN 88-04-48978-2.
- Storia dei Carabinieri dal 1814 a oggi, Milano, Mondadori, 2002, ISBN 88-04-50103-0. - Riedizione illustrata e aggiornata: I carabinieri 1814-2014, duecento anni di storia, Torino, Daniela Piazza, 2014. ISBN 978-88-7889-310-8.
- Duchi d'Aosta. I Savoia che non diventarono re d'Italia, Milano, Mondadori, 2003, ISBN 88-04-51266-0.
- La Resistenza. 8 settembre 1943 - 25 aprile 1945, Firenze, Giunti, 2003, ISBN 88-09-03003-6.
- L'alibi della Resistenza. Ovvero come abbiamo vinto la seconda guerra mondiale, Collana Frecce, Milano, Mondadori, 2003, ISBN 88-04-52406-5.
- Le tre Italie del 1943. Chi ha veramente combattuto la guerra civile, Milano, Mondadori, 2004, ISBN 88-04-53169-X.
- Profughi. Dalle foibe all'esodo: la tragedia degli italiani d'Istria, Fiume e Dalmazia, Milano, Mondadori, 2005, ISBN 88-04-52642-4.[5] - Nuova edizione: Esuli. Dalle foibe ai campi profughi: la tragedia degli italiani di Istria, Fiume, Dalmazia, Milano, Mondadori, 2011. ISBN 978-88-04-60661-1.
- «Si ammazza troppo poco». I crimini di guerra italiani 1940-43, Milano, Mondadori, 2006, ISBN 88-04-55129-1.
- L'ombra nera. Le stragi nazifasciste che non ricordiamo più, Milano, Mondadori, 2007, ISBN 978-88-04-58087-4.[6]
- Soldati e Ufficiali. L'esercito italiano dal Risorgimento a oggi, Milano, Mondadori, 2009, ISBN 978-88-04-59128-3.
- Primavera 1945. Il sangue della guerra civile, Firenze, Giunti, 2011, ISBN 978-88-09-75883-4.
- Un Regno che è stato grande. La storia negata dei Borbone di Napoli e Sicilia, Collezione Le Scie.Nuova serie, Milano, Mondadori, 2012, ISBN 978-88-04-61592-7.
- L'Italia del silenzio. 8 settembre 1943. Storia del paese che non ha fatto i conti con il proprio passato, Collezione Le Scie, Milano, Mondadori, 2013, ISBN 978-88-04-62700-5.
- Alpini in copertina. La storia delle penne nere nella «Domenica del Corriere» dal 1899 al 1971 illustrate da Achille Beltrame e Walter Molino, Collana La storia raccontata e illustrata n.7, Gaspari, 2014, ISBN 978-88-7541-302-6.
- Storia di Torino dalle origini ai giorni nostri, Collana Storia delle città n.4, Pordenone, Biblioteca dell'Immagine, 2014, ISBN 978-88-6391-152-7.
- Fra i Dannati della Terra. Storia della Legione Straniera, Collezione Le Scie, Milano, Mondadori, 2014, ISBN 978-88-04-64100-1.
- Mussolini 1945: la fine del fascismo. Immagini di un dittatore, dalle origini alla caduta del regime, Collana Immagini della storia, Edizioni del Capricorno, 2015, ISBN 978-88-7707-239-9.
- Il tesoro dei vinti. Il mistero dell'oro di Dongo, Collezione Le Scie, Milano, Mondadori, 2015, ISBN 978-88-04-65081-2.
- La grande guerra degli italiani 1915-1918, Collana Immagini della storia, Edizioni del Capricorno, 2015, ISBN 978-88-7707-246-7.
- Storia del Piemonte. Dalle origini ai giorni nostri, Collana Storia delle regioni n.1, Biblioteca dell'Immagine, 2016, ISBN 978-88-6391-210-4.
- Gli ultimi giorni della monarchia. Giugno 1946: quando l'Italia si scoprì repubblicana, Collezione Le Scie, Milano, Mondadori, 2016, ISBN 978-88-04-66142-9.
- L'avventura coloniale italiana. L'Africa Orientale Italiana (1885-1942), Collana Immagini della storia, Edizioni del Capricorno, 2016, ISBN 978-88-7707-285-6.[7]
- Combattere. Dagli arditi ai marò, storia dei corpi speciali italiani, Collezione Le Scie.Nuova serie, Milano, Mondadori, 2017, ISBN 978-88-04-67712-3.
- Torino anni di piombo, 1973-1982, Torino, Edizioni del Capricorno, 2017, ISBN 978-88-770-7361-7.
- Il caso Moro. La battaglia persa di una guerra vinta, Torino, Edizioni del Capricorno, 2018, ISBN 978-88-770-7368-6.
- La grande storia della Resistenza 1943-1948, Novara, UTET, 2018, ISBN 978-88-5115-752-4.
- Anni di piombo e di tritolo. 1969-1980: il terrorismo nero e il terrorismo rosso da Piazza Fontana alla strage di Bologna, Collezione Le Scie, Milano, Mondadori, 2019, ISBN 978-88-047-1223-7.
- Bruna Bertolo-G. Oliva, Breve storia illustrata della Valle di Susa. Dall'antichità ai giorni nostri, Collana Piemonte live, Susalibri, 2019, ISBN 978-88-979-3364-9.
- I luoghi delle parole. Geografie letterarie dopo l'Unità, Collana Ricerca, Torino, Bruno Mondadori, 2020, ISBN 978-88-677-4242-4.
- La guerra fascista. Dalla vigilia all'armistizio, l'Italia nel secondo conflitto mondiale, Collezione Le Scie, Milano, Mondadori, 2020, ISBN 978-88-047-2608-1.
- 1940. La guerra sulle Alpi occidentali, Torino, Edizioni del Capricorno, 2020, ISBN 978-88-7707-490-4.
- Abruzzo. Cultura e letteratura dal Medioevo all'Età Contemporanea. Documenti, testimonianze e immagini, Lanciano, Carabba, 2020, ISBN 978-88-634-4587-9.
- Per altre dimore. Visione e avventura nel viaggio di Dante, Collana Piccola Biblioteca, Lanciano, Carabba, 2021, ISBN 978-88-634-4606-7.
- Verga per le vie di Milano. La solitudine del flâneur, Collana Ricerca, Milano, Bruno Mondadori, 2021, ISBN 978-88-677-4308-7.
- La bella morte. Gli uomini e le donne che scelsero la Repubblica Sociale Italiana, Collezione Le Scie, Milano, Mondadori, 2021, ISBN 978-88-047-3990-6.
- G. Oliva-Mario Renna, Il battaglione alpini Susa. Immagini e storia, Susalibri, 2021, ISBN 978-88-979-3381-6.
- I paracadutisti italiani a El Alamein. Tra storia e memoria, Collana Le guerre, Gorizia, LEG, 2022, ISBN 978-88-610-2915-6.
- Il purgatorio dei vinti. La storia dei prigionieri fascisti nel campo di Coltano, Collezione Le Scie, Milano, Mondadori, 2023, ISBN 978-88-047-6918-7.
- 45 milioni di antifascisti. Il voltafaccia di una nazione che non ha fatto i conti con il Ventennio, Collezione Le Scie, Milano, Mondadori, 2024, ISBN 978-88-047-8460-9.

### Narrativa
- Il pendio dei noci, Collana Omnibus, Milano, Mondadori, 2024, ISBN 978-88-047-8711-2.